# لیسی آرنا
لیسی آرنا (آلمانی: Lissy Arna; ۲۰ دسامبر ۱۹۰۰ – ۲۲ ژانویهٔ ۱۹۶۴) هنرپیشه اهل آلمان بود که بین سال‌های ۱۹۱۳ تا ۱۹۵۴ میلادی فعالیت می‌کرد.
از فیلم‌هایی که در آنها نقش داشته می‌توان به پزشک و دفیله اشاره کرد.